# 三枚紅色鑽石

三菱標誌

三枚紅色鑽石（日语：スリーダイヤ）或稱三菱標誌，乃指三菱鉛筆及延續原三菱財閥之三菱集團與其關係企業所使用的商標、標誌。

## 歷史概要
與三菱集團毫無關係的三菱鉛筆於1903年將三枚紅色鑽石申請註冊商標，這是為了紀念1901年起受到遞信省（今總務省）採用的「局用鉛筆」而設計。「局用鉛筆」的硬度有一號至三號共三種，其創辦人真崎仁六家族的家紋則是「三片鱗」，故將之圖案化。
以三菱財閥為發端的三菱集團正式將三枚紅色鑽石註冊成商標，則比三菱鉛筆晚了十年。這個標誌是自創辦人岩崎彌太郎的岩崎家家紋「三階菱」、土佐藩山內家家紋「土佐三葉柏」發想而來的，起源要回溯到土佐藩開成館時期，藩船的船旗或船頭皆是山內家「土佐三葉柏」之家紋，後來轉變成九十九商會（三菱財閥前身）「三角菱」的船旗。「三角菱」的圖案是從中央圓心依放射線狀分別朝著3個方向配置菱形，最初菱形前端內角角度為30度左右，現在則是60度。

真崎家紋「三片鱗」
土佐山内家紋「土佐三葉柏」
岩崎家紋「三階菱」

此外，1919年弘乳舍也曾申請註冊「三菱蘇打」飲料的商標，然而該商品已經在2017年5月31日宣告停產。

### 冒用事件
為了防止第三方不當使用或侵權其註冊商標，三菱集團旗下26家關係企業組成了「三菱社名商標委員會」。但如前所述，在歷史上早先註冊的三菱鉛筆及弘乳舍等二家公司則不在其管理範圍之內。
2002年8月實際上是地下錢莊的「三菱第一信用公司（日语：三菱第一信用株式会社）」打著三菱的名號四處招攬無擔保貸款融資，於是引發三菱日聯銀行在官網提醒消費者必須注意。2006年11月亦曾發生三菱集團的名稱、標誌、商號遭到冒用的事件，自稱隸屬於「岩崎三菱會」麾下的「三菱都會公司（日语：三菱アーバン株式会社）」、「三菱沸石公司（日语：三菱ゼオライト株式会社）」、「三菱金融公司（日语：三菱ファイナンス株式会社）」等，慫恿消費者投資金錢。

## 內部連結
- 三菱鉛筆

## 外部連結
- 三菱標誌的歷史沿革 （页面存档备份，存于）